# Daniel E. Gutierrez
Daniel E. Gutierrez war ein uruguayischer Politiker.
Gutierrez, der der Partido Nacional angehörte, saß in der 27. Legislaturperiode als Abgeordneter für das Departamento Paysandú vom 15. Februar 1920 bis zum 14. Februar 1923 in der Cámara de Representantes.